# Meritas
Meritas, hrvatski glazbeni sastav osnovan 1996. godine u Zagrebu.
Igra slogova njihovih osobnih imena Anita Valo i Meri Jaman - ujedno čini i naziv sastava Meritas. Anita i Meri odrasle su u Münchenu, a po dolasku u Zagreb - 1996. godine - oformile su sastav koji je do današnjih dana snimio brojne albume, osvojio mnoga glazbena priznanja, uključujući najznačajniju nacionalnu diskografsku nagradu Porin, te postao jedan od najemitiranijih izvođača u hrvatskom radijskom eteru.

## Diskografija
Njihov prvijenac Skači, pleši, viči! (Dallas Records, 1997.) donio je pjesme pune entuzijazma i životnog optimizma u izričaju power-popa, a već njihov sljedeći autorski rad Igra (Dallas Records, 2000.) postavlja nove produkcijske standarde na domaću pop scenu.
Na svome trećemu albumu Na prvi pogled (Menart, 2005.), Meritas su još jednom donijele pozitivnu energiju, stvarajući svojom glazbom atmosferu duboke prisnosti, slojevite intimnosti koja prožima ljubav, što je posebno izraženo i prepoznato u sad već antologijskoj pjesmi Odjednom ti.
Album Meritas Unplugged (Menart, 2007.) prožet je sugestivnim i nenametljivim pogledom na pop glazbu kakvom mnogi teže, ali samo rijetki ga uspiju i ostvariti. Akustika prisutna na ovoj ploči ogoljuje i produbljuje pjesme i emocije, a sadržaju daje poseban doživljaj i dubinu.
Live u Tvornici (Menart 2008.) digitalno je EP izdanje i glazbeni zapis slavljeničkog koncerta održanog u Zagrebu, u Tvornici kulture povodom desetog rođendana Meritas 2007. godine.
Kontinuitet stvaranja dojmljive, atmosferične i stilski prepoznatljive glazbe nastavljen je i na njihovom petom albumu Gle! (Menart, 2014.) koji predstavlja intimističko putovanje glazbenom i emotivnom nutrinom. Glazbeni projekt upotpunjen je iznimnim idejnim i dizajnerskim rješenjem omota u obliku drvenog okvira za fotografije.
Meritas - Live u Tvrđi (Menart, 2015.) digitalno je koncertno izdanje zabilježeno u osječkoj Tvrđi na Svjetski dan glazbe. I na ovom koncertu uspjele su dočarati kompleksni i minuciozni unutrašnji svijet koji se skriva u njihovim skladbama, a koji je uvijek izrazito poetičan i prožet onom samo njima svojstvenom mješavinom melankolije i snage.
Pjesmom Pričaj mi (Menart,  2016.) otvaraju poglavlje predstavljanja pjesama i rada na njihovom sedmom albumu. Pjesma se našla na godišnjoj listi najslušanijih pjesama u radijskom eteru HR top 40, te je dobitnica nagrade Hit mjeseca, Hrvatskog radija, te je nominirana za glazbenu nagradu Cesarica.
Pjesmom Ova ljubav (Menart, 2017.) idu korak dalje i ona zaokružuje godinu u top 10 najslušanijih novih pjesama u radijskom eteru i nominacijom za glazbenu nagradu Cesarica. 
Meritas20 (Menart 2017.) Best Of izdanje povodom obilježavanja njihovih prvih 20 godina djelovanja, objavljeno i u posebnom LP izdanju. 
Meritas20 live (Menart 2018.) CD i DVD zapis slavljeničkog koncerta u Tvornici kulture u Zagrebu povodom 20 godina karijere. Pjesme koje su u live ruhu natopljene dodatnim disanjem publike koja ih prati u stopu, Aniti i Meri predstavljaju najveće priznanje - trajanje nakon 20 godina, istinsko uživanje u radu s glazbenicima i poštovanje prema svojoj publici kojoj daju najbolje od sebe, promišljeno i trajno.

## O Meritas
Iza autorskog rada članica sastava Meritas stoji dugogodišnje iskustvo i zanimljiv glazbeni put. Anita se pozornicama kreće od svoje pete godine, kada je sa svojom braćom i sestrama činila obiteljski sastav Valo Five. Prvi instrument koji je svirala bila je melodika, a zatim je upoznala blok-flautu, a danas svira još klavir, gitaru i bas-gitaru. Pohađala je glazbenu gimnaziju i privatnu školu za tonskog majstora, svirala u njemačkim cover bendovima, a bavila se i duhovnom glazbom.
Meri je od svoje treće godine plesala balet, a prvi put je javno zapjevala u crkvenom zboru kao dvanaestogodišnja djevojčica. Pohađala je umjetničko-glazbenu školu i privatnu školu mjuzikla u Münchenu. Nakon iskustava prikupljenih u nekoliko njemačkih bendova, upoznala je Anitu i s njom počela pisati vlastite pjesme.

## Priznanja - Koncerti - Suradnje
Već prvi album Skači, pleši, viči! (1998.) Meritas donosi nominacije za novinarsku rock nagradu Crni mačak u kategorijama za najbolji ženski vokal i nadu godine. Iste godine nastupile su u pulskoj Areni kao predgrupa Vanessi Mae. Tri godine kasnije njihov drugi album Igra nominiran je za Crnog mačka (2001.) u kategoriji za produkciju godine. S pjesmom Odjednom ti (2005.), osvojile su nacionalnu diskografsku nagradu Porin u kategoriji vokalne suradnje s Massimom Savićem. S Massimom su ostvarile i zapažen nastup na Hrvatskom izboru za pjesmu Europe, "Dora 2004".
Njihov peti album "Gle!" (2014.) nominiran je za glazbenu nagradu Porin u kategoriji za najbolji album pop glazbe. Na istom albumu se nalazi i skladba "Još jednom" koja je godinu ranije bila nominirana za Porin u kategoriji najbolje originalne vokalne ili instrumentalne skladbe za kazalište, film i/ili tv.
Pored profesionalnog bavljenja glazbom, Anita i Meri osmislile su i vodile brojne glazbene radionice za djecu, mlade i odrasle polaznike u okviru različitih projekata. U sklopu Kulturnih susreta europskih studenata kroatistike, projekta pod pokroviteljstvom MZOS-a i Filozofskog fakulteta u Splitu, vodile su radionicu suvremene hrvatske glazbe, a za višegodišnji rad u radionicama za djecu i mlade, koje se od 2007. godine održavaju u sklopu međunarodnog kulturno-pedagoškog projekta u Osijeku "Zemlja bez granica" u organizaciji udruge "Breza", 2012. godine nagrađene su "Volonterskom nagradom", a 2013. godine nagradom za kreativnost "Čarobni štapić". Od 2013. godine glazbene radionice za djecu održavaju i u sklopu Međunarodnog dječjeg festivala u Šibeniku. Sudjelovale su u nekoliko dobrotvornih akcija od kojih su - za onu u organizaciji UN-a i MUP-a skladale pjesmu “Čudesan svijet”.
Meritas su autorice glazbe svih svojih pjesama. Oko sebe okupljaju stalnu ekipu suradnika koji su svi zajedno zaslužni za izrazito prepoznatljiv karakter, stil i atmosferu njihove glazbe. Glazbeni producenti prvog albuma bili su Dejan Orešković i Janez Križaj. Dejan Orešković je na sljedeća tri albuma u potpunosti samostalno potpisivao produkciju, da bi na albumu Gle! produkcijski sudjelovao na jednoj pjesmi. Pjesme s albuma Gle! producirali su Pavle Miholjević i Jura Ferina (Svadbas) te Luky. Stihove uglavnom potpisuju Ines Prajo i Arjana Kunštek. Glazbenici s kojima na koncertima nastupaju kao sastav Meritas su Ivan Božanić (električna gitara), Mladen Munivrana (bas-gitara), Tin Ostreš (bubanj) i Zdeslav Klarić (električni piano).
Drugu koncertnu stranu sastava Meritas čini njihov zajednički tribute program s Jelenom Radan pod nazivom When Tomorrow Comes. U njemu uglavnom izvode pjesme autorica koje su na njih izvršile značajniji glazbeni utjecaj. S ovom glazbenom pričom 2008. godine su nastupale i na promotivnoj klupskoj turneji po Sjedinjenim Američkim Državama, odnosno u gradovima Detroit i New York.
Deset godina prisutnosti na glazbenoj sceni obilježile su 2007. godine izuzetno uspješnim slavljeničkim koncertom u zagrebačkoj Tvornici kulture, koji je pratila i jedinstvena izložba slika "Pretvori me u zvuk", na kojoj su bila izložena umjetnička djela budućih akademskih slikara, inspirirana pjesmama grupe Meritas.
2011. godine otputovale su u Australiju gdje su na Federation Square-u i dvorani BMW Edge u Melbournu predstavile svoju glazbu u sklopu festivala "CrOz".
Album Voyage (Menart 2013.) Jelene Radan s pjesmama na četiri svjetska jezika autorsko je djelo koje glazbom također potpisuju Anita Valo i Meri Jaman, a koji je nominiran za europsku nagradu "Impala" za najbolji album indie glazbe.
Njihov autorski rad ostvaruje se i na albumu za djecu Mjesto za mene (Udruga Breza/Menart, 2014.) koji potpisuju glazbom i produkcijom, a koji je dobitnik glazbene nagrade "Porin" za najbolji album za djecu 2016.
Zapis slavljeničkog koncerta u Tvornici kulture u Zagrebu povodom 20 godina karijere, Meritas20 live (2018.), nominiran je za glazbenu nagradu Porin u katergoriji za najbolji koncertni album.

## Film - Kazalište
2012. njihova pjesma Još jednom najavila je dugometražni igrani film Noćni brodovi redatelja Igora Mirkovića. Skladba je 2013. godine nominirana za nagradu Porin u kategoriji za najbolju originalnu vokalnu ili instrumentalnu skladbu za kazalište, film i/ili tv.
Pjesma Voljet ću te sutra prevedena je na portugalski jezik (O canto de Iemanja) i izvodi se u kazališnoj predstavi Femme Fadal.
Krajem 2012. godine pjesma Odjednom ti prepjevana je na poljski jezik. Naslovljena je Podejrzani zakochani i predstavlja uvod u istoimeni film.
Anita Valo skladala je i glazbu za kazališnu predstavu Ovdje u gradu (2013.) dječjeg kazališta Branka Mihaljevića u Osijeku, redatelja Ivana Kristijana Majića.
Zajedno potpisuju i glazbu za predstavu S razlogom (2016.) redateljice Morane Dolenc, nastale u koprodukciji LOFT-a i kazališne družine Pinkleci, a u kojoj Anita potpisuje još i aranžmane i produkciju.
Wanda Lavanda (2017.) je dječja predstava Gradskog kazališta lutaka u Rijeci, redateljice Morane Dolenc, za koju ponovo zajedno potpisuju glazbu, dok aranžmane i produkciju potpisuje Anita. Glazba iz predstave nagrađena je na međunarodnom festivalu lutkarstva u Podgorici, Crna Gora 2019. godine.
Predstava 'Tonka bontonka' (2018.) za koju potpisuju zajedno glazbu, Anita i aranžmane i produkciju, edukativni je mjuzikl nastao u suradnji s Gradskim kazalištem Scena 'Gorica' pod redateljskom palicom Morane Dolenc, s kojom po treći put surađuju.
Maša i klaun (2019.) spisateljice Sanje Pilić, popularni je serijal priča o djevojčici Maši, uprizoren pod redateljskom palicom Morane Dolenc u Gradskom kazalištu Trešnja, Zagreb, za koju zajedno potpisuju glazbu, dok aranžmane i produkciju potpisuje Anita.
Predstava "Nove zgode Wande LaVande" (2020.) nastavak je popularne predstave i sada već ikone riječkog lutkarskog kazališta - "Wande LaVande" Jelene Tondini pod režijom Morane Dolenc, za koju i ovaj put Anita i Meri potpisuju glazbu, a Anita i aražmane i produkciju.

## Diskografija
- "Skači, pleši, viči!" (Dallas Records, 1997.)
- "Igra" (Dallas Records, 2000.)
- "Na prvi pogled" (Menart, 2005.)
- "Meritas Unplugged" (Menart, 2007.)
- "Live u Tvornici" (EP, Menart 2008.)
- "Gle!" (Menart, 2014.)
- "Live u Tvrđi" (Menart, 2015.)
- "Meritas20" (Menart, 2017., CD/LP)
- "Meritas20 live" (Menart 2018., CD/DVD)
- "Pričaj mi" (Menart, 2022.)
- "Igra" (Dallas records, 2025., LP)

## Videospotovi
- Na kraju sna (1996.)
- Dan je tvoj (1997.)
- Ti znaš (1998.)
- Sve što želim (1998.)
- Budim se (2000.)
- Igra (2001.)
- Nije vrijeme (2001.)
- Odjednom ti / feat. Massimo (2004.)
- Daj da zaboravim (2004.)
- Jedno (2005.)
- Slučajno (2005.)
- Otvori oči (2007.)
- Napokon (2008.)
- Budim se - Live @ Tvornica (2009.)
- Budi blizu (2011.)
- Još jednom (2012.)
- Umjesto isprike (2013.)
- S tobom tišina (2014.)
- Gle! (2014.)
- Odlazak (2014.)
- Pričaj mi (2016.)
- Ova ljubav (2017.)
- Dok čekamo dan (2018.)
- Blizu ljubavi (2019.)
- Taj dan (2020.)
- Večer / feat. Boris Štok (2021.)
- Sve male opsjene (2022.)
- U vodi zapisano (2024.)
- Ovog ljeta (2025.)

## Nagrade
1998. Crni mačak nominacije za najbolji ženski vokal i nadu godine
2001. Crni mačak nominacija za produkciju godine za album Igra
2005. Porin za najbolju vokalnu suradnju za pjesmu Odjednom ti - Meritas feat. Massimo
2013. Porin nominacija za najbolju originalnu skladbu za film za pjesmu Još jednom
2015. Porin nominacija za najbolji album pop glazbe za album Gle!
2016. Porin za najbolji album za djecu za album Mjesto za mene
2019. Porin nominacija za najbolji koncertni album Meritas20 live
2019. Nagrada za najbolju originalnu glazbu u predstavi "Wanda Lavanda" na međunarodnom festivalu lutkarstva u Podgorici

## Ostalo
- "Poprock.Hr" kao gošće emisije (2019.)
- "Kod nas doma" kao gošće emisije (2018. i 2020.)
- "Dora" kao natjecateljice (s Massimom Savić) (2004.)

## Vanjske poveznice
- Službena stranica
- Facebook
- Twitter
- YouTube kanal